# بغپات
بَغَپات (انگلیسی: Megabates، فارسی باستان: Bagapātaʰ به معنی محافظت شده توسط خدا) سردار ایرانی در اواخر سده ششم و اوایل سده پنجم پیش از میلاد که فرماندهی ناوگان هخامنشیان در هنگام محاصره ناکسوس برعهده داشت. به گفته هرودوت او عموی داریوش بزرگ و برادرش آرتافرنه، ساتراپ لیدیا بود.

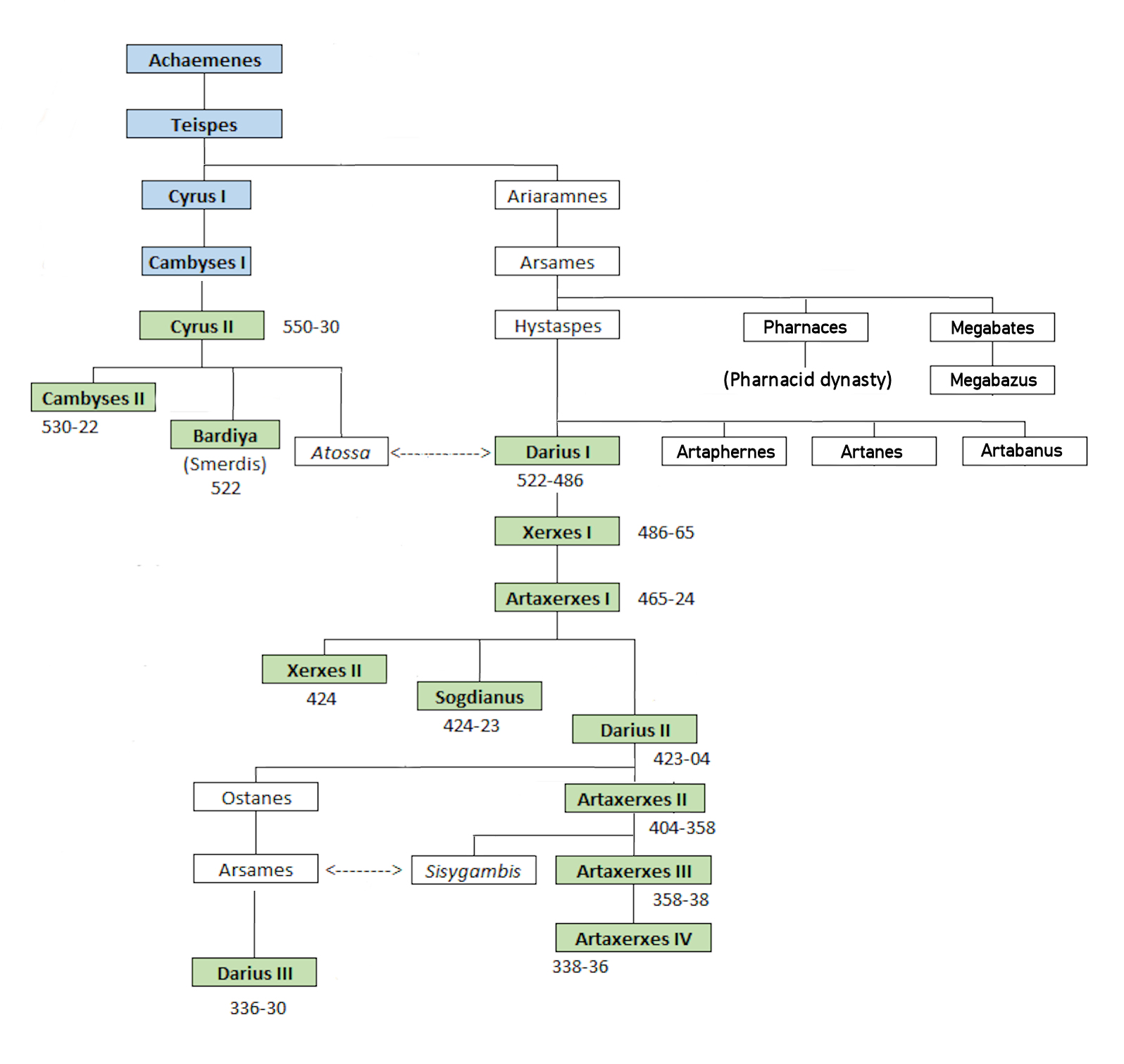
بغپات پسر آرشام، و برادر ویشتاسپ بود.

بر اساس نوشته‌های هرودوت، بغپات به دلیل مشارکت مشترک در محاصره ناکام ناکسوس در ۴٩٩ پیش از میلاد مشهور است. او با آریستاگوراس و دارا بودن ٢٠٠ کشتی توسط داریوش بزرگ اعزام شد تا جزیره کوچک اژه را به شاهنشاهی پارس متصل کند.
هرودوت معتقد است که این فعالیت پس از چهار ماه محاصره به دلیل عدم تمایل متقابل بین اریستاگوراس و بغپات به شکست انجامید. در نتیجه، هرودوت اظهار داشت که این بغپات بود که نکسی‌ها را از محاصره پارس پس از آن هشدار داد، همانطور که وی و آریستاگوراس بر سر مجازات یک کاپیتان، بحث کردند. در نتیجه، مردم ناکسوس لوازم را جمع کردند و شهر خود را برای مقاومت در برابر محاصره چهار ماهه مستحکم کردند. اعتقاد بر این است که بغپات به دلیل اختلاف در هنگام سفر به ناکسوس سعی در مقصر نشان دادن آریستاگوراس در دربار پارس داشت. نیازمند منبع
بغپات راه برادر بزرگتر خود فارناک را دنبال کرد و با اقامت در داسکیلیون به عنوان ساتراپ فریگیه هلسپونت منصوب شد.
یکی از پسران وی مگابازوس بود.